# サイドアタック
サイドアタックとはサッカーにおける戦術の一つで、サイドを使った攻撃を指す。サイド攻撃とも呼ばれる。この戦術を重視する場合はサイドに位置するウイングやサイドハーフなどのポジションに優秀な選手が置かれることが多い。フォーメーションなどもサイドに人数を多く置いた中盤フラット形の4-4-2や4-5-1や4-3-3あるいは3-4-3などが好んで使用されることが多い。
ピッチの中央には選手が密集しやすく全方位から囲まれる危険性などもある。しかし、ピッチの両サイドではサイドラインより外に選手はいない。さらに片側のサイドに選手が密集してしまうと逆のサイドに大きなスペースが出来るので密集し難い。そのため、ピッチの両サイドは比較的プレッシャーが少なくスペースも空きやすい。片側のサイドで攻撃を展開すると逆のサイドが空きやすいが、両サイドで攻撃を展開させることで選手がピッチ全体に散らばって中央が手薄になる。現代サッカーにおいて攻撃ではピッチを広く使いスペースを作ることを重視することが多いため、サイドアタックが重要視される。
現代の高名なサイドアタッカーとしては、ポルトガルのクリスティアーノ・ロナウドやウェールズのライアン・ギグスなどが挙げられる。

## ポジション
- ウイング（ウイングフォワード、ウイングハーフ）
- ワイド・ミッドフィールダー
- サイドハーフ
- ウイングバック
- サイドバック